# Paternidad (Derecho)

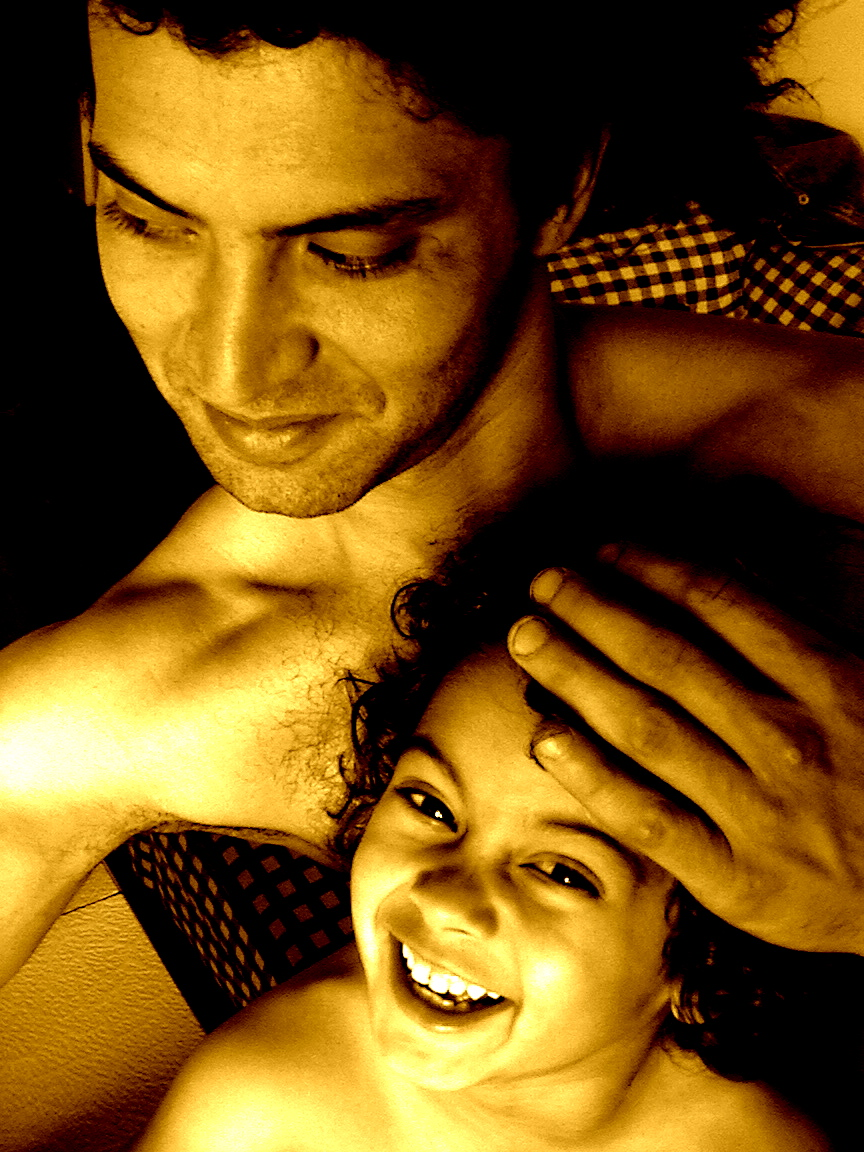

En el Derecho, el término paternidad se refiere a la relación legal entre un padre y sus niños biológicos o adoptados. Trata de los derechos y obligaciones del padre y el hijo, uno al otro, y también a otras personas. La paternidad de un niño puede ser importante en cuanto a la filiación natural, la herencia y derechos al título o nombre de un padre putativo, también a los derechos del padre biológico a la autoridad parental en el caso de una separación o divorcio de los padres y obligaciones del derecho de alimentos.
Se presume que un niño nacido a una mujer casada es el hijo de su esposo. En cuanto a un posible evento de no paternidad (lo cual pueda o no incluir fraude de paternidad); ésta presunción se puede refutar con evidencias opuestas (la más común es la prueba de sangre del ADN), por ejemplo, en casos donde se disputa la autoridad parental o el derecho a alimentos o durante casos de divorcio, nulidad matrimonial o separación matrimonial.
En el caso de un padre quién no está casado con la madre de un hijo, un hombre que acepta la paternidad del niño lo hace en lo que se llama "aceptación voluntaria de paternidad", donde la madre o las autoridades jurídicas pueden expedir una petición para una resolución en contra de un padre putativo, o se puede resolver el caso durante tiempo por la doctrina de los actos propios. Actualmente, cuando se disputa o duda de la paternidad, una prueba de paternidad puede resolver el asunto de forma definitivo.